# Imboulou kraftverk
Imboulou kraftverk är ett vattenkraftverk i floden Léfini i Kongo-Brazzaville. Det ligger på gränsen mellan departementen Pool och Plateaux, i den södra delen av landet, 180 km nordost om huvudstaden Brazzaville. Imboulou kraftverk ligger 282 meter över havet. Kraftverket, som invigdes 2011, har fyra turbiner på 30 MW vardera.